# Гаплогруппа C (мтДНК)
Гаплогруппа C — гаплогруппа митохондриальной ДНК человека.
И. А. Захаров-Гезехус с коллегами предложили дать гаплогруппе C имя Чачый (Chachyy).

## Происхождение
Гаплогруппа C является потомком митохондриальной гаплогруппы CZ, в свою очередь произошедшей от митохондриальной гаплогруппы M.

## Распространение
Гаплогруппа C распространена в Северо-Восточной Азии (в том числе в Сибири). Является одной из 5 митохондриальных гаплогрупп, обнаруженных у коренных народов Америки (субклады C1b, C1c, C1d и C4c (C4c1, C4c1a, C4c1b, C4c1c и C4c2)), наряду с такими, как A, B, D и X.
Известно шесть субклад подгруппы C1: C1a, C1b, C1c, C1d, C1e и C1f. При этом три субклады (C1b, C1c, C1d) известны лишь у индейцев, C1a встречается только в Азии, C1e была обнаружена только в Исландии, а C1f — только у мезолитических образцов из Оленеостровского могильника (Южный Олений остров, Онежское озеро).

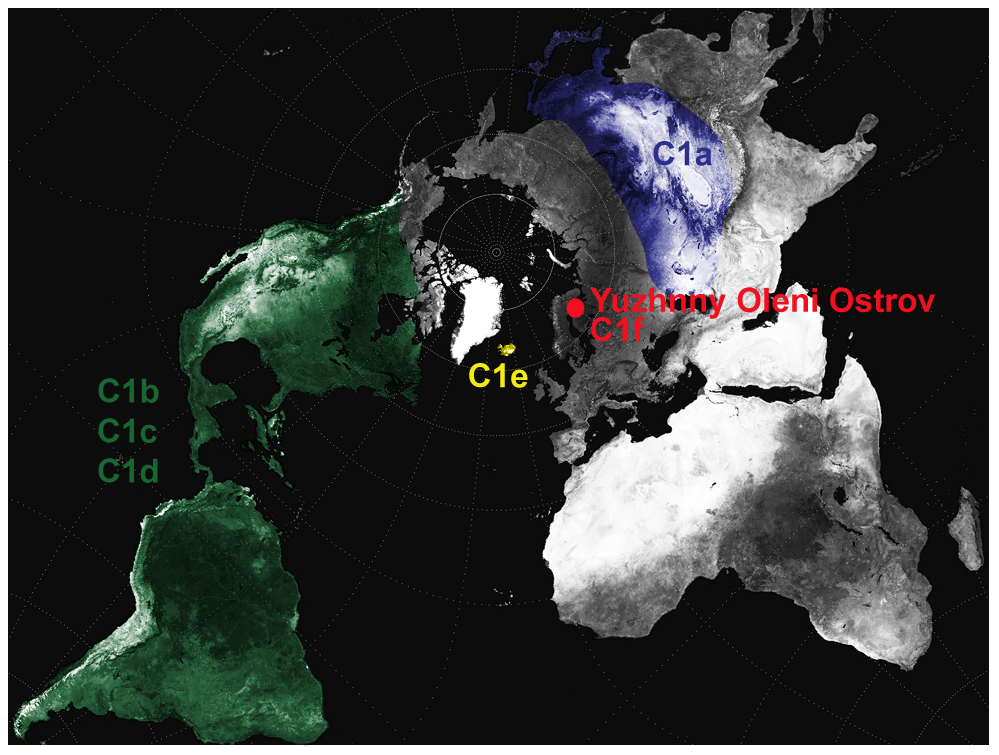
Субклады митохондриальной гаплогруппы C1

Субклад C4a1a6 зарегистрирован в популяциях севера России (Ярославская область, Пошехонский район).
Субклад C4a1a-T195C! (FTDNA, kit# 229583), она же C4a-a2a1b5* (YFull, YF64082) зарегистрирован на юге Острогожского уезда Воронежской губернии.
Субклад C5c1 зарегистрирован только в популяциях Центральной Европы и практически отсутствует в Азии. Присутствие C5c1 в Европе может отражать контакты древних европейцев с азиатскими популяциями, которые можно проследить до периода неолита, поскольку эволюционный возраст субклада C5c1 насчитывает примерно до 4−9 тыс. лет назад.

## Палеогенетика
- C4 определена у представителя селенгинской культуры UKY001 (14054—13771 л. н.) из Усть-Кяхты в Бурятии[7]
- C1b определена у младенца с местонахождения на реке Восходящего Солнца (en:Upward Sun River site) в долине Танана на Аляске (11,5 тыс. л. н.)[8][9]
- C1b определена у образца I11974 (10,94 тыс. л. н.) из чилийского местонахождения Los Rieles, Los Vilos, Coquimbo[10]
- C1d1 определена у образца CP19 (Lapa01 (Burial 1), 10 160—9600 лет до настоящего времени) из бразильского местонахождения Лапа до Санто[англ.][10]
- C1b и C1c определены у образцов из аргентинских могильников Arroyo Seco II (ок. 8,4 тыс. л. н.) и Pampas, Laguna Chica (ок. 6,7 тыс. л. н.), перуанских La Galgada, Highlands (ок. 4,1 тыс. л. н.) и Huayuncalla, Laramate, Highlands (ок. 830 л. н.)[10]
- Ископаемым является субклад C1f, обнаруженный у трёх индивидуумов с Южного Оленьего острова (Онежское озеро), живших ок. 8 тыс. лет назад в эпоху мезолита[11]
- Гаплогруппы C* и C5 выявлены у мезолитических обитателей могильника на острове Большой Олений (Мурманская область)[12].
- C5 определена у представителей культуры Бойсмана (~5000 лет до н. э.) в Приморском крае[13]
- C4 определили у образца STB001 (4804—4526 л. н.) из могильника ранней бронзы на окраине посёлка Жигалово в верхнем течении реки Лены[14]
- C4 определили в работе 2010 года у 14 таримских мумий (у пяти мужчин и девяти женщин), датируемых возрастом 3980 ± 40 лет назад[15][16] и у 12 таримских мумий из работы 2021 года[17].
- Гаплогруппы C и C4a2 были обнаружены у представителей днепро-донецкой культуры[18].
- Субклад C4a2 обнаружен у представителей ямной культуры[19]
- Гаплогруппа C была определена у двух представителей катакомбной культуры (Одесская область)[источник не указан 1472 дня].
- C4a1a+195 определили у образца GLZ002 (4518—4300 л. н.) из Глазковского некрополя в центре Иркутска, C4 — у образца GLZ001 (4788—4445 л. н.)[7]
- C4a1a3 определили у образца I1526 со стоянки Усть-Белая II на Ангаре (4410 — 4100 лет до настоящего времени)[20][21].
- C4a1a3 определили у образца KPT001 и образца KPT003 (4065—3890 л. н.), а C4a2a1 — у образца KPT006 из могильника Khaptsagai (ранний бронзовый век) у деревни Люры (Иркутская область)[14].
- C1d3 обнаружили у доисторического жителя Уругвая, жившего 3610±46 лет назад[22].
- Субклады C1*, C1b и C1c выявлены у древних южноамериканцев (C1b и C1c в Huaca Pucllana, Pueblo Viejo, Pasamayo, Lauricocha и Chullpa Botigiriayocc, C1c в Jauranga (Перу), C1*, C1c в Tiwanaku (Боливия), C1b в Llullaillaco (Аргентина), субклад C1b определён у образцов из Cueva Candelaria в Мексике[23][24].
- C4a2c1 определили у представителя саргатской культуры[25].
- C4a1b определили у представителя тасмолинской культуры железного века BKT001.A0101 (Bektauta, 787—509 гг. до н. э.), C4 определили у тасмолинца KSH004.A0101 (Karashoky, VII—VI вв. до н. э.)[26].
- Гаплогруппа C определена у представителя староалейской культуры SA4 из могильника Фирсово-XIV (VII—IV века до н. э.)[27].
- C7a определена у образца WXWS-1 из висячих гробов Юньнани (Южного Китай). Гаплогруппа C7a является наследственной для многих современных особей, включая тайские, мон-кхмерские и каренские популяции из Северного Таиланда[28].
- C5b определена у представителя янковской культуры I1202 (2913 л. н.) из могильника эпохи железного века Pospelovo 1 (Приморский край)[13][29]
- C4a1a+195 определили у китайского императора У-ди (Y-хромосомная гаплогруппа C2a1a1b1a2a1-FGC28857)[30]
- C1d3 определили у образца CH-20 (1368—1668 л. н.) из Уругвая[31].
- C1c определили у образца CH-19B (1400 л. н.) из Уругвая. Он не имеет дальнейших мутаций, связанных с зарегистрированными подгаплогруппами (с C1c1 по C1c8)[31].
- C7a2 определили у образца SUTE1 (Y-ДНК: C2e1) из совместного захоронения (M1401) на кладбище Гуюань в Нинся-Хуэйском автономном районе КНР, датируемого династией Тан (618—907 годы)[32]
- C5c1 обнаружили у образцов из богатых камерных погребений средневекового могильника в деревне Пьен[англ.] (гмина Домброва-Хелминьска, Центральная Польша). Полученные результаты для ядерных аллелей и мтДНК не подтверждают скандинавского происхождения анализируемой популяции[33].
- C1b обнаружили у образцов IPK12 (Патагония, Магелланов пролив) и IPY10 (Огненная Земля) возрастом ок. 930—795 и 895—725 л. н. соответственно[34].
- C4a1a+195 (C4a1a-a T195C![35]) определили у средневекового жителя вологодской Куреванихи VK160 (XI—XII века)[36].
- C4a2a1c* определили у образца IBEper38, C4a2c3* — у образца PlEper216, C4b* — у образца NTHper2. C5b1a2 определили у образца HMSZper88 из Карпатского бассейна (X—XI вв.)[37].
- C1d3 определили у образца CH-13 (668 лет до настоящего времени) из Уругвая[31].
- Представитель народа инков с горы Аконкагуа, живший 500 лет назад, и представитель культуры Уари принадлежали к субкладу C1bi[38].
- Гаплогруппа C была определена у представительницы индейского племени беотуков Демасдуит (около 1796 — 8 января 1820)[39].
- Субклад C1 обнаружен в костных останках бразильских ботокудов XIX века[40].

### Общие сведения
- Ian Logan’s Mitochondrial DNA Site
- C YFull MTree 1.02.00 (under construction)

### Гаплогруппа C
- - Spread of Haplogroup C, from National Geographic